# تجمع الصيلو (الريدة)

تعديل مصدري - تعديل

تجمع الصيلو هو "تجمع بدوي" في عزلة الريدة وقصيعر بمديرية الريدة وقصيعر التابعة لمحافظة حضرموت، بلغ تعداد سكانها 56 نسمة حسب تعداد اليمن لعام 2004.